# 韋蘭 (伊利諾伊州)
韋蘭（英語：Welland）是位於美國伊利諾伊州拉薩爾縣的一個非建制地區,該地的面積和人口尚未統計。

## 地理
韋蘭的座標為41°37′36″N 89°04′15″W / 41.62667°N 89.07083°W，而該地的平均海拔高度為267米（即876英尺）。